# Тома Живанович
Тома Живанович (серб. Тома Живановић, Toma Živanović; 19 лютого 1884 р.,  м. Парачин Поморавського округу, Сербія  – 31 березня 1971 р., Белград) – сербський філософ права та криміналіст (фахівець з кримінального і військово-кримінального права); відомий також працями з кримінології.

## З біографії
Закінчив правничий (юридичний) факультет Белградського університету 1906 р. Стажувався у Парижі. З 1909 р. працював доцентом на правничому факультеті Белградського університету, а з 1920 р. – професор кримінального права правничого факультету Белградського університету. Член-кореспондент (з 18 лютого 1922 р.) та дісний член (академік) Сербської академії наук і мистецтв (з 18 лютого 1926 р.).
Після Другої світової війни влада заборонила Живановичу викладання в університеті.
Тома Живанович широко відомий ще й тим, що разом професором М. П. Чубинським розробив проект Кримінального кодексу Королівства Югославія, котрий був прийнятий 27 січня 1929 р (діяв до 1951 р.).

### Праці
- Живановић Т. Дејство пристанка повређеног код телесне повреде и убиства по српском кривичном закону, Архив за правне и друштвене науке, Београд, број 4/1906.
- Живановић Т. Појам узрочности у Кривичном Праву; Теорија воље и теорија свести (представе) о умишљају и dolus eventualis, 1910. (електронна копія)
- Живановић Т. Основи кривичног права, Општи део, Књига прва и друга, Београд, 1922.
- Живановић Т. Основни проблеми кривичног права. Београд, 1930.
- Живановић Т. Основи кривичног права, Посебни део, Књига прва и друга, Београд, 1933. године
- Живановић Т. Основи кривичног права Краљевине Југославије, посебни део. Београд, 1938. (Књига прва, 1935, pdf)
- Живановић Т. Основни проблеми Кривичног и Грађанског процесног права (поступка). Одељак 2. Београд: Српска краљевска академија, 1941. – 263 стр.
- Живановић Т. Систем синтетичке правне филозофије / Тома Живановић; уредник Владимир Р. Петровић. – Београд: Научна књига, 1951 (Београд: Штампарија и књиговезница Српске академије наука). – IX, 316 стр.
- Живановић Т. Систем синтетичке правне филозофије / Тома Живановић; уредник Георгије Острогорски. – Београд: Научно дело, 1959 (Београд: Академија). – XXIII, 939 стр.
- Живановић Т. Систем расправа о систему кривичног права и примени у другим правним и ванправним наукама / Тома Живановић; уредник Радомир Лукић. – Београд: Научно дело, 1966 (Београд, Научно дело). – VIII, 289 стр.
- Живановић Т. Законски извори кривичног права Србије од 1804. до 1865. Београд, 1967 (Законски извори кривичног права Србије и историјски развој његов и њеног кривичног правосуђа од 1804. до 1865. године, САНУ, Београд: Научно дело, 1967. — 500 стр., уривок)